# Adam Kanyama
Adam Carl Ahmad Kanyama, född 14 november 1995 i Lund, är en rappare och en del av hiphop-kollektivet OIAM (One In A Million).

## Biografi
Kanyama föddes i Lund men flyttade som tvååring till Norsborg, Stockholm.
Han slog först igenom via X Factor Sverige. Redan innan dess hade han bland annat vunnit SM i raptävlingen Rap It Up vid 15 års ålder, uppträtt som förband till Nicki Minaj i Globen innan 18-årsdagen samt på Way Out West i Göteborg och Stockholms Jazzfestival.
Sveriges Radio P3 fick kritik 2015 för att spela en sexistisk låt av Ivory och Adam Kanyama.

## Diskografi som soloartist

### EP:s
- 2012 – "The Golden Child"
- 2014 – "Jag mot världen"
- 2015 – "Assasinos"

### Singlar
- 2013 – "På riktigt"
- 2015 – "Baba", med Ivory
- 2015 – "Panasonic", med Ivory
- 2016 – "Molly"

## Diskografi med OIAM

### EP:s
- 2014 – "Lyxproblem"

### Singlar
- 2014 – "Avundsjuka" (feat. Sam-E)
- 2015 – "Speciell"